# Rolf Carls

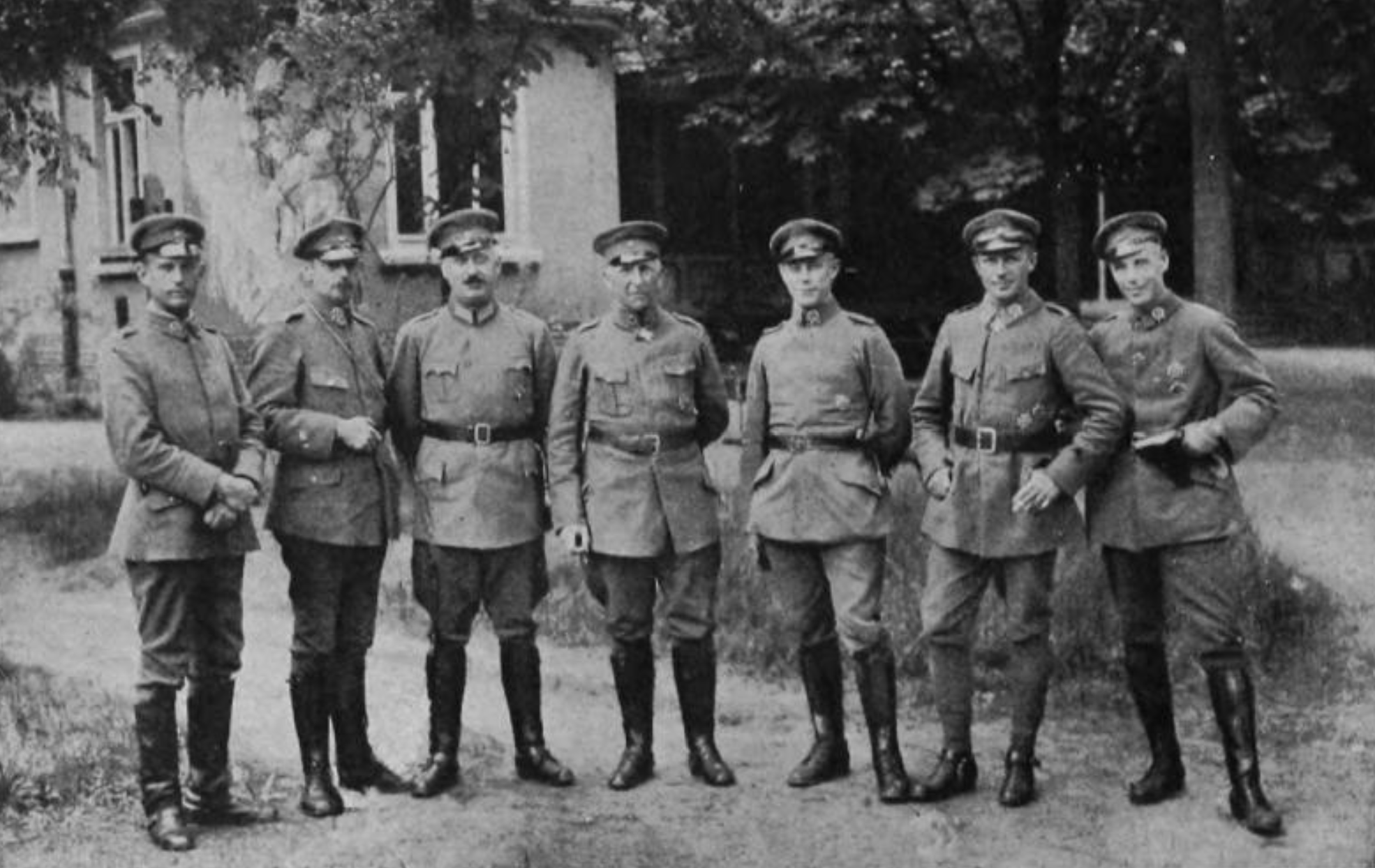
Offiziere der Marine-Brigade von Loewenfeld, darunter Carls (2. von links)

Rolf Hans Wilhelm Karl Carls, getauft als Rolf Carl Wilhelm Hans Carls (* 29. Mai 1885 in Rostock; † 24. April 1945 in Bad Oldesloe) war ein deutscher Generaladmiral im Zweiten Weltkrieg und Landrat des Kreises Stormarn.

## Leben
Rolf Carls wurde als Sohn des Leutnants Friedrich Wilhelm Anton Carls und dessen Frau Martha Victoria Wilhelmine Anna Sophie, geb. Pogge, geboren und am 18. Juli 1885 in der Rostocker Garnisonsgemeinde getauft.
Carls trat am 1. April 1903 als Seekadett in die Kaiserliche Marine ein und erhielt seine Bordausbildung auf der Kreuzerfregatte Stein. Ab 1905 wurde er dem Kreuzergeschwader in Ostasien zugeteilt, wurde dort am 28. September 1906 zum Leutnant zur See befördert und versah bis 1907 Dienst auf dem Großen Kreuzer Fürst Bismarck und dem Torpedoboot Taku. Nach seiner Heimkehr nach Deutschland im Oktober 1907 erfolgten Verwendungen auf verschiedenen Schiffen, ehe er 1914 zum Mittelmeergeschwader kommandiert wurde. Mit Beginn des Ersten Weltkriegs diente Carls zunächst als Kapitänleutnant auf dem Kleinen Kreuzer Breslau. Mit diesem Schiff war er am 7. August 1914 am Durchbruch zu den Dardanellen beteiligt. Nach der Übergabe des Kreuzers an die Osmanische Marine blieb Carls weiterhin an Bord des Kreuzers, der nunmehr unter dem Namen Midilli fuhr. Er fungierte als Erster Artillerieoffizier. Für seine Beteiligung an Unternehmungen im Schwarzen Meer wurde Carls mit beiden Klassen des Eisernen Kreuzes, dem Eisernen Halbmond, der Imtiyaz-Medaille in Silber mit Säbel sowie dem Osmanje-Orden IV. Klasse ausgezeichnet. Mitte Januar 1917 wurde er wieder nach Deutschland versetzt und absolvierte ab 15. April 1917 eine Ausbildung zum U-Boot-Kommandanten. Sein erstes eigenes Kommando erhielt er mit Schulboot U 9 am 31. März 1918, ehe er am 21. Juli 1918 U 124 übernahm und damit das Kriegsende erlebte.
Carls schloss sich im April 1919 als Kompanieführer und Bataillonskommandeur der Marine-Brigade von Loewenfeld an und wurde 1922 in die Reichsmarine übernommen. Im gleichen Jahr war er Kommandeur der Küstenwehrabteilung V in Pillau. Am 18. März 1927 wechselte er in die Marineleitung und wurde zunächst Dezernent in der Flottenabteilung im Marinekommandoamt. Im Oktober 1928 wurde er dort zum Chef der Ausbildungsabteilung ernannt und am 1. Oktober 1930 Chef des Stabes. Diese Funktion hatte Carls bis zu seiner Ernennung zum Kommandanten des Linienschiffes Hessen am 27. September 1932 inne. Ab 3. Oktober 1933 war er Chef des Stabes der Flotte (Flottenkommando) und ab 29. September 1934 Befehlshaber der Linienschiffe. Diese Position behielt er auch nach der Umbenennung in Befehlshaber der Panzerschiffe bis zum 24. November 1936 bei. Zeitgleich fungierte er bis September 1937 als Befehlshaber der deutschen Seestreitkräfte vor Spanien anlässlich des Spanischen Bürgerkrieges. Ende Dezember 1936 wurde er zum Flottenchef (Flottenkommando) ernannt und übernahm als Kommandierender Admiral am 1. November 1938 die Marinestation der Ostsee. Carls wurde am 31. Oktober 1939 Nachfolger von Conrad Albrecht als Oberbefehlshaber des Marinegruppenkommandos Ost. Diese Behörde wurde im September 1940 von Kiel nach Wilhelmshaven verlegt und in Marinegruppenkommando Nord umbenannt.
Im Rahmen des Unternehmens Weserübung, der Besetzung Dänemarks und Norwegens, war Carls als Leiter des Operativen Führungsstabes des Marinegruppenkommandos West verantwortlich für die Vorbereitungen der Seeoperation Norwegen. Dafür wurde er am 14. Juni 1940 mit dem Ritterkreuz des Eisernen Kreuzes ausgezeichnet. Seit August 1940 war er zudem mit der operativen Führung der deutschen Seestreitkräfte in der Deutschen Bucht, Dänemark und Norwegen betraut. Im Herbst 1941 beteiligten sich die ihm unterstellten Einheiten zu Beginn des Unternehmens Barbarossa, dem Überfall auf die Sowjetunion, an der Eroberung der Baltischen Inseln.
Als der Oberbefehlshaber der Kriegsmarine, Großadmiral Erich Raeder, Anfang 1943 nach einem Zusammenstoß mit Hitler seinen Abschied nahm, schlug er Carls und den Befehlshaber der Unterseeboote, Admiral Dönitz, als Kandidaten für seine Nachfolge vor. Hitler entschied sich für den jüngeren und seiner Ansicht nach energischeren Dönitz. Daraufhin wurde Carls Anfang März 1943 z. b. V. des Oberbefehlshabers der Kriegsmarine gestellt und am 31. Mai 1943 ehrenvoll aus dem aktiven Dienst entlassen.

## Kommunalbeamter und Tod
Nach seiner Verabschiedung wurde Carls noch im Mai 1943 zum kommissarischen Landrat des Landkreises Stormarn ernannt. Sein Amtssitz befand sich zunächst in Hamburg-Wandsbek, musste aber nach den verheerenden Luftangriffen auf Hamburg im Sommer 1943 (Operation Gomorrha) nach Bad Oldesloe verlegt werden. Die Kreisverwaltung bezog dort das Gebäude der Berufsschule in der Königstraße. Weniger als zwei Wochen vor Kriegsende wurde Bad Oldesloe am 24. April 1945 aufgrund seiner Funktion als Verkehrsknotenpunkt von 300 alliierten Bombern angegriffen. Insbesondere die Gegend rund um den Bahnhof, in der sich auch die Berufsschule befand, wurde schwerpunktmäßig bombardiert. Unter den mehr als 700 Toten (in der ganz überwiegenden Mehrzahl Zivilisten, darunter viele Flüchtlinge) befand sich auch Landrat Carls, der mit 29 weiteren Personen im Keller der Schule Schutz gesucht hatte. Sein Grab befindet sich auf dem Kieler Nordfriedhof.

## Orden und Ehrenzeichen
- Schlesischer Adler II. und I. Stufe
- Spanienkreuz mit Schwertern in Gold
- Spange zum Eisernen Kreuz II. und I. Klasse
- Ritterkreuz des Eisernen Kreuzes am 14. Juni 1940
- Deutsches Kreuz in Gold am 28. Februar 1943
- Freiheitskreuz I. Klasse mit Stern und Schwertern
- Großkreuz des Ordens der Weißen Rose
- Großkreuz des Ordens der Krone von Italien
- Ungarischer Verdienstorden I. Klasse
- Nennung im Wehrmachtbericht am 10. April 1940